# Ferdinand (película)
Ferdinand (En Hispanoamérica: Olé, el viaje de Ferdinand) es una película de animación en 3D estadounidense de 2017 dos géneros comedia dramática y aventuras, producida por Blue Sky Studios y con animación digital realizada por 20th Century Fox Animation. Está basada en el libro infantil The Story of Ferdinand  (El Cuento de Ferdinando) del escritor  Munro Leaf de 1936. La película está dirigida por Carlos Saldanha, y protagonizada por las voces de John Cena, Mark Valle, Kate McKinnon, y Gabriel Iglesias. El estreno de la cinta fue en diciembre de 2017 en diferentes días: en Estados Unidos fue el día 15, en Colombia se estrenó el día 21, en España el 22 de diciembre excepto México y en otros países de Latinoamérica se estrenó en el mes de enero de 2018.
Ferdinand se convirtió la última película de Blue Sky Studios en ser distribuida por 20th Century Fox como distribuidor independiente luego de ser adquirida por Disney el 20 de marzo de 2019.

## Argumento
En España, una finca propiedad de Moreno que entrena toros para las corridas de toros llamado Casa del Toro alberga un becerro llamado Ferdinand. Él es ridiculizado por sus compañeros terneros Huesos (Nilo Díaz), Guapo y Valiente por no ser conflictivos y por su tendencia a oler y proteger las flores. Un día triste Ferdinand escapa de Casa del Toro después de que su padre Raf no regresa de una corrida de toros por la que fue elegido y una flor que le gustaba se rompió. Finalmente termina en la granja de un florista, y es adoptado por el propietario Juan (Juanes), su perro Paco y su hija Nina con quien comparte un gran vínculo.
Cuando Ferdinand finalmente se convierte en un enorme toro, aún conserva su naturaleza no violenta y amante de las flores. Debido a su tamaño, se queda atrás cuando Juan, Nina y Paco van a Ronda para un festival anual de flores. Ferdinand decide irse de todos modos, lo que provoca que una abeja lo pique y cause estragos en la ciudad y lo lleven a Casa Del Toro, para su tristeza y la de Nina.
Una vez allí, descubre que Huesos, Guapo y Valiente también crecieron y se les unió un toro escocés llamado Angus y un toro silencioso pero intimidante llamado Máquina. Ferdinand aún no es respetado por los toros, pero se las arregla para hacerse amigo de una cabra loca llamada Lupe que quiere ser su entrenadora en las corridas de toros a pesar de su falta de interés y tres erizos llamados Una, Dos y Cuatro que con frecuencia invaden la Casa del Toro para robar comida. Solían tener otro hermano llamado Tres, pero decían que estaba muerto.
Un día, un legendario pero egoísta torero llamado El Primero llega a Casa del Toro para elegir el toro más grande, fuerte y agresivo con el que luchar antes de retirarse. Cuando los toros no logran impresionarlo en el primer intento, Guapo es llevado de repente a un matadero cercano (The Chop House) y los otros toros le dicen a Ferdinand que eventualmente será su destino si no son elegidos para una corrida de toros. Aunque Ferdinand se las arregla para ganarse el respeto de los otros toros, excepto Valiente, después de un baile con tres caballos alemanes, todavía se aferran a la creencia de que pelear es la única forma de que vivan. Ferdinand logra convencer a Lupe para que regrese con él a la granja de Nina y los erizos los ayudan a escapar, pero cuando Ferdinand está cerca de la libertad, ve la foto de su padre en la pared con sus cuernos montados, junto con docenas de otros cuernos, haciendo que Ferdinand se de cuenta de que cada toro que es elegido para luchar, será asesinado por el matador.
Ferdinand le dice a los otros toros sobre cómo eventualmente serán asesinados, incluso si son elegidos para pelear, pero Valiente es el único que no está convencido y carga a Ferdinand afuera, donde Ferdinand lo golpea inadvertidamente en una pelea y le rompe el cuerno derecho a Valiente. El Primero es testigo de la pelea, y elige a Ferdinand para luchar después de verlo derrotar a Valiente. Cuando Valiente es llevado al matadero (The Chop House por los toros), Ferdinand reúne a los toros restantes para escapar, pero primero va al matadero para liberar a Valiente. Al principio no está dispuesto ya que cree que el matadero es su destino ahora, pero descubren que Guapo todavía está vivo, y Ferdinand cuestiona la valentía de Valiente. Cuando Ferdinand intenta salvar a Guapo, accidentalmente activa una serie de artilugios mortales pero, con la ayuda de un ahora más amigable Valiente, escapa del matadero y los toros, Lupe, los erizos y un conejito rojo roban el camión de la compañía del área de entrenamiento a escapar, lo que resulta en el dueño de Casa del Toro, Moreno y sus empleados para perseguirlos después de que Primero los amenaza.
Los animales intentan desesperadamente perder a los humanos y terminan en la estación de trenes de Atocha en Madrid, que Ferdinand considera su boleto de vuelta a Nina. Cuando los toros empujan un pequeño carro para tomar el tren de regreso a la casa de Nina, Ferdinand se sacrifica para que los otros toros puedan escapar (excepto Lupe, que se queda en estado de shock después del acto de Ferdinand) y es capturado por Moreno y sus empleados. Cuando las noticias de la próxima pelea de Ferdinand con El Primero llegan a la casa de Nina, ella y Juan partieron a Madrid para buscar y recuperar a Ferdinand.
En el ruedo de las corridas de toros de Las Ventas, Lupe intenta convencer a Ferdinand de que debe luchar para poder sobrevivir, pero Ferdinand está en silencio inseguro. Cuando Ferdinand es liberado en el ruedo de la corrida de toros, da un rendimiento débil con su naturaleza pacífica y accidentalmente hace que El Primero vuele en el corralillo. Primero enojado intenta atacar a Ferdinand con dos banderillas y en el proceso, golpea a Ferdinand en el hombro, que casi toma represalias contra el matador, pero ve un clavel debajo de su casco y ve que él es el luchador que no estaba dispuesto a ser y deja que El Primero vivir. En cualquier caso, Primero intenta matarlo para terminar la pelea. Al ver que Ferdinand se resignó a ello, la multitud clama porque Ferdinand sea declarado indultado, o tradicionalmente indultado. Primero se somete a la petición perdonando a Ferdinand y se marcha con dignidad. Ferdinand se reúne con Nina, quien lo abraza y todos arrojan claveles al ruedo para alabar al toro. Los otros toros finalmente llegan demasiado tarde para salvar a Ferdinand, pero en su lugar atestiguan a Ferdinand haciendo historia como el primer toro que alguna vez logró salir de una corrida de toros siendo él mismo.
Al final, Ferdinand regresa a casa con Nina, Juan y Paco. A ellos se unen los otros toros, los erizos, Bunny y Lupe, quienes se mudan a la granja. La película termina con Ferdinand, sus amigos del toro y Lupe viendo el atardecer sobre Ronda desde un campo de flores.
En una breve escena de medio crédito, los erizos son confrontados por Tres, quien se revela que estuvo vivo todo el tiempo, lo que conmociona a los otros erizos y Cuatro se desmaya en respuesta mientras Una y Dos se cruzan.

## Reparto
| Personaje                         | Actor de voz original       | Actor de doblaje        |
| --------------------------------- | --------------------------- | ----------------------- |
| Ferdinand, el toro                | John Cena                   | Idzi Dutkiewicz         |
| Ferdinand, el toro                | Colin H. Murphy (niño)      | Sergio Maya             |
| Lupe, la cabra                    | Kate McKinnon               | Mariana Treviño         |
| Una, la erizo                     | Gina Rodriguez              | Alondra Hidalgo         |
| Dos, el erizo                     | Daveed Diggs                | Daniel Sosa             |
| Cuatro, el erizo                  | Gabriel Iglesias            | Mauricio Pérez          |
| El Primero                        | Miguel Ángel Silvestre      | Armando Coria           |
| Valiente                          | Bobby Cannavale             | Raúl Anaya              |
| Valiente                          | Jack Gore (niño)            | David Salvador Reyes    |
| Guapo                             | Peyton Manning              | Luis Daniel Ramírez     |
| Guapo                             | Jet Jurgensmeyer (niño)     | Álvaro Salarich         |
| Angus                             | David Tennant               | Humberto Vélez          |
| Huesos                            | Anthony Anderson            | José Ángel Torres       |
| Huesos                            | Nile Diaz (niño)            | Jared Mendoza           |
| Máquina                           | Tim Nordquist               | Dan Osorio              |
| Nina                              | Lily Day                    | Nicole Florencia        |
| Juan                              | Juanes                      | Juanes                  |
| Moreno                            | Raúl Esparza                | Carlos Hernández        |
| Hans                              | Flula Borg                  | Alex Gesso              |
| Greta                             | Sally Phillips              | Carla Castañeda         |
| Klaus                             | Boris Kodjoe                | Roberto Gutiérrez       |
| Paco                              | Jerrod Carmichael           | Herman López            |
| Raf (Padre de Ferdinand)          | Jeremy Sisto                | Octavio Rojas           |
| Mano de Rancho #1                 | Luis Carlos de La Lombana   | Ricardo Bautista        |
| Mano de Rancho #2                 | Carlos Reig-Plaza           | Dan Frausto             |
| Mano de Rancho #3                 | Álvaro Mendoza              | Choché Romano           |
| Mano de Rancho #4                 | Adrián González             | Eduardo Ramírez Pablo   |
| Tendera de la Tienda de Porcelana | Belita Moreno               | Ángela Villanueva       |
| Padre de Valiente                 | Bobby Cannavale             | Miguel Ángel Ghigliazza |
| Policía de control animal         | Bernardo de Paula           | Julio Bernal            |
| Monjas                            | Maria Peymaure (monja alta) | Charlotte V. Thames     |
| Monjas                            | Nazanin Homa (monja baja)   | Paola Bravo             |
| Policías                          | Andreas A. Esparza          | Pablo Fernández         |
| Policías                          | Nazanin Homa                | Mireya Mendoza          |
| Madre del pueblo                  | Karla Martinez              | Alejandra Delint        |
| Vendedor de globos                | Jordi Caballero             | Fidel Garriga Jr.       |
| Niño con helado                   | Rafael Scarpa Saldanha      | Santiago Toledo         |
| Turista del pueblo                | James M Palumbo             | Erick Selim             |
| Turista en Madrid                 | Jason Fricchione            | Salvador Chantrés       |
| Reportera                         | Susana Ballesteros          | Ely Recinos             |

## Producción
En 2011,  se reveló que 20th Century Fox había adquirido los derechos del libro infantil El Cuento de Ferdinando por Munro Leaf para crear un largometraje de animación 3D, con Carlos Saldanha como director . En mayo de 2013, Fox tituló la película sencillamente Ferdinand, la cual sería producido por Blue Sky Studio. John Powell, un colaborador frecuente con Saldanha, sería el compositor de la música de la película. En noviembre de 2016,  se informó que Gabriel Iglesias  le daría voz a Cuatro, un erizo.

## Lanzamiento
En mayo de 2013, Fox planificó la película para el 7 de abril de 2017. En febrero de 2016, la fecha fue pospuesta para el 21 de julio de 2017. En agosto de 2016, la fecha se pospuso nuevamente al 22 de diciembre de 2017, reemplazando la fecha de estreno de Los Croods 2, antes de que la película fuera cancelada. En febrero de 2017, el estreno de la película se movió al 15 de diciembre de 2017, saliendo el mismo día que Star Wars: Episodio VIII - Los últimos Jedi. El 8 de abril de 2022 se estrenó en la plataforma Disney+.

## Recepción

### Crítica
El crítico taurino de El País, Antonio Lorca, en una crítica de la película, dijo que el mensaje de la película es "profundamente antinatural" y que la "renuncia" del toro protagonista "a su naturaleza animal" es una mentira que manipula a los niños, que se convertirán en "los antitaurinos de mañana". El Diario.es comentó este artículo de Lorca, diciendo que fue muy comentado en las redes sociales y que el relato antitaurino del film "levanta ampollas" por su mensaje contra el maltrato animal, que también se puede interpretar como "lucha contra el acoso escolar" y "defensa implícita de la diversidad sexual y de género".
En Rotten Tomatoes, la película tiene un índice de aprobación del 70% basado en 96 reseñas, con un puntaje promedio de 6.2/10. El consenso del sitio afirma que "Ferdinand no aporta nada demasiado novedoso, aunque el trabajo de John Cena como la voz de Ferdinand es una buena adición, convirtiendo a Ferdinand en una buena película para la toda la familia." En Metacritic la cinta tiene una puntuación de 58 sobre 100, basada en 20 críticas, indicando reseñas mixtas.

### Premios y nominaciones
| Premio               | Categoría                   | Nominados                    | Resultado |
| -------------------- | --------------------------- | ---------------------------- | --------- |
| Premios Óscar        | Mejor película de animación | Carlos Saldanha y Lori Forte | Nominada  |
| Premios Globo de Oro | Mejor película animada      | Carlos Saldanha              | Nominada  |
| Premios Globo de Oro | Mejor canción original      | "Home"                       | Nominada  |